# Stybbersmarkssjön
Stybbersmarkssjön är en sjö i Örnsköldsviks kommun i Ångermanland och ingår i Gideälven-Idbyåns kustområde. Sjön har en area på 2,28 kvadratkilometer och ligger 66,1 meter över havet. Sjön avvattnas av vattendraget Banafjälsån.

## Delavrinningsområde
Stybbersmarkssjön ingår i det delavrinningsområde (703223-165788) som SMHI kallar för Utloppet av Stybbersmarkssjön. Medelhöjden är 92 meter över havet och ytan är 20,45 kvadratkilometer. Det finns inga avrinningsområden uppströms utan avrinningsområdet är högsta punkten. Avrinningsområdets utflöde Banafjälsån mynnar i havet. Avrinningsområdet består mestadels av skog (75 procent). Avrinningsområdet har 2,26 kvadratkilometer vattenytor vilket ger det en sjöprocent på 11,1 procent.